# Rajd San Remo 2009
Rezultaty Rajdu San Remo (51. Rallye Sanremo 2009), eliminacji Intercontinental Rally Challenge w 2009 roku, który odbył się w dniach 25 września - 26 września. Była to dziesiąta runda IRC w tamtym roku oraz szósta asfaltowa, a także dziewiąta w mistrzostwach Włoch. Bazą rajdu było miasto San Remo. Zwycięzcami rajdu została brytyjsko-irlandzka załoga Kris Meeke i Paul Nagle jadąca Peugetem 207 S2000. Wyprzedzili oni Włochów Lucę Rossettiego i Matteo Chiarcossiego w Fiacie Abarth Grande Punto S2000 oraz Francuzów Nicolasa Vouilloza i Nicolasa Klingera w Peugeocie 207 S2000.
Rajdu nie ukończyło 35 kierowców. Na 8. oesie wycofał się Belg François Duval (Fiat Abarth Grande Punto S2000). Na 2. oesie koło stracił Czech Jan Kopecký (Škoda Fabia S2000). Natomiast wypadkom ulegli m.in.: Włosi Rudy Michelini (Peugeot 207 S2000, na 4. oesie), Davide Medici (Peugeot 207 S2000, na 3. oesie) i Alessio Pisi (Fiat Abarth Grande Punto S2000, na 3. oesie).

## Klasyfikacja ostateczna
| Miejsce                             | Zawodnik                 | Pilot                    | Samochód                       | Czas                     | Strata                   | Punkty                   |
| IRC (punktowane pozycje)            | IRC (punktowane pozycje) | IRC (punktowane pozycje) | IRC (punktowane pozycje)       | IRC (punktowane pozycje) | IRC (punktowane pozycje) | IRC (punktowane pozycje) |
| ----------------------------------- | ------------------------ | ------------------------ | ------------------------------ | ------------------------ | ------------------------ | ------------------------ |
| 1.                                  | Kris Meeke               | Paul Nagle               | Peugeot 207 S2000              | 2:20:03.5                |                          | 10                       |
| 2.                                  | Luca Rossetti            | Matteo Chiarcossi        | Fiat Abarth Grande Punto S2000 | 2:20:19.2                | +15:7                    | 8                        |
| 3.                                  | Nicolas Vouilloz         | Nicolas Klinger          | Peugeot 207 S2000              | 2:20:20.4                | +16.9                    | 6                        |
| 4.                                  | Freddy Loix              | Frédéric Miclotte        | Peugeot 207 S2000              | 2:20:23.3                | +19.8                    | 5                        |
| 5.                                  | Paolo Andreucci          | Anna Andreussi           | Peugeot 207 S2000              | 2:20:31.6                | +28.1                    | 4                        |
| 6.                                  | Renato Travaglia         | Lorenzo Granai           | Peugeot 207 S2000              | 2:20:50.0                | +46.5                    | 3                        |
| 7.                                  | Luca Cantamessa          | Piercarlo Capolongo      | Peugeot 207 S2000              | 2:21:32.1                | +1:28.6                  | 2                        |
| 8.                                  | Juho Hänninen            | Mikko Markkula           | Škoda Fabia S2000              | 2:21:45.3                | +1:41.8                  | 1                        |
| Mistrzostwa Włoch (pierwsza trójka) |                          |                          |                                |                          |                          |                          |
| 1. (2.)                             | Luca Rossetti            | Matteo Chiarcossi        | Fiat Abarth Grande Punto S2000 | 2:20:19.2                |                          |                          |
| 2. (5.)                             | Paolo Andreucci          | Anna Andreussi           | Peugeot 207 S2000              | 2:20:31.6                | +12.4                    |                          |
| 3. (6.)                             | Renato Travaglia         | Lorenzo Granai           | Peugeot 207 S2000              | 2:20:50.0                | +30.8                    |                          |

## Zwycięzcy odcinków specjalnych
| Dzień      | Odcinek | G. rozp. | Nazwa  | Długość | Zwycięzca        | Czas    | Lider rajdu     |
| ---------- | ------- | -------- | ------ | ------- | ---------------- | ------- | --------------- |
| 1 (25 WRZ) | SS1     | 18:59    | Picche | 12.92km | Jan Kopecký      | 8:27.3  | Jan Kopecký     |
| 1 (25 WRZ) | SS2     | 19:21    | Fiori  | 17.50km | Paolo Andreucci  | 12:39.6 | Paolo Andreucci |
| 1 (25 WRZ) | SS3     | 19:48    | Cuadri | 10.62km | Paolo Andreucci  | 6:58.7  | Paolo Andreucci |
| 1 (25 WRZ) | SS4     | 22:43    | Cuori  | 44.00km | Luca Rossetti    | 30:01.8 | Paolo Andreucci |
| 2 (26 WRZ) | SS5     | 09:28    | Tris 1 | 27.82km | Kris Meeke       | 19:07.2 | Luca Rossetti   |
| 2 (26 WRZ) | SS6     | 10:46    | Full 1 | 28.94km | Kris Meeke       | 20:19.8 | Kris Meeke      |
| 2 (26 WRZ) | SS7     | 11:50    | Poker  | 3.23km  | Renato Travaglia | 2:16.0  | Kris Meeke      |
| 2 (26 WRZ) | SS8     | 14:32    | Tris 2 | 27.82km | Kris Meeke       | 19:06.3 | Kris Meeke      |
| 2 (26 WRZ) | SS9     | 15:50    | Full 2 | 28.94km | Renato Travaglia | 20:21.8 | Kris Meeke      |